# Тома, Катаржина
Катаржина Тома (пол. Katarzyna Toma; род. 16 сентября 1985, Ченстохова) — польская шахматистка, гроссмейстер среди женщин (2012).

## Биография
В 2000 году в Висле выиграла юношеский чемпионат Польши по шахматам (U16). Спустя год в Бжег-Дольны выиграла бронзовую медаль в юношеском чемпионате Польши по шахматам (U20). В 2001 году также впервые приняла участие в финале женского чемпионата Польши по шахматам. В последующие годы регулярно принимала участие в финалах национальных чемпионатов.
С юношеских турниров зарекомендовала себя как отличный игрок в быстрые шахматы и блиц. В 2001 году выиграла чемпионат Европы по быстрым шахматам среди юниоров в Нови-Саде, а в 2001 году победила на юношеском чемпионате Польше по быстрым шахматам. Также два раза подряд (2000, 2001) побеждала на юношеском чемпионате Польши по блицу. В 2007 году стала вице-чемпионкой Европы по быстрым шахматам.
Норму женского гроссмейстера выполнила на турнирах в Фридеке-Мистеке (2004, 2007), а также на турнире в Кракове (2011) и в РТУ Опен в Риге (2011).
В 2008 году завоевала две золотые медали на командном первенстве Польши по шахматам в составе команды города Рыбникa. В составе сборной Польши — участница командных чемпионатов Европы по шахматам (2011, 2013), в котором в 2011 году в Порто Каррасe завоевала серебряную медаль в командном зачете.
В 2014 году заняла второе место позади Мераба Гагунашвили в турнире Южноафриканский Опен в Блумфонтейне. В том же году стала тренером ФИДЕ и была тренером команды ЮАР на шахматной олимпиаде в Тромсё.
В мае 2023 года стала чемпионкой Англии среди женщин.